# Cal Palau (el Vendrell)
Cal Palau és una casa al municipi del Vendrell inclosa en l'Inventari del Patrimoni Arquitectònic de Catalunya. Aquesta casa data del s. XVIII. Va ser construïda per la família Ribes (grans propietaris del Vendrell). Aquest edifici presenta les característiques de les masies catalanes, ja que antigament era un mas rodejat de grans hortes, propietat de la mateixa família. Però, amb el pas del temps, aquestes foren abandonades i el terreny es vengué com a solar per edificar-hi. Actualment, susdita masia, resta rodejada d'edificacions, fet que en xoca molt, sobretot si no es coneix la seva història.
En el primer cop d'ull destaca una torre amb teulada de quatre vessants, unes finestres d'arc de mig punt -a la part alta-, una porta balconera i una tribuna de pedra que descriu un arc rebaixat. La resta de l'edifici consta de tres plantes: els baixos contenen una gran portalada d'arc rebaixat, la planta principal té dues balconades amb llinda decorada per mitjà d'un relleu de motius florals, entre els quals hi ha una fornícula amb escultura eqüestre de Sant Jaume (construït per un dels seus propietaris que es deia Jaume). La planta superior presenta dues finestres amb arc carpanell i àmbit. Tota la façana és recorreguda per un ampli sòcol. Aquest conjunt recorda a les masies típiques de la comarca.